# Sveti večer
Sveti večer (ali svet večer) je ime dneva pred božičem v krščanskem koledarju. Po gregorijanskem koledarju je to večer 24. decembra, torej dan pred božičem, na katerega Kristjani slavijo rojstvo Jezusa Kristusa.
Po običaju se na sveti večer na Slovenskem in večjem delu zahodnega sveta okrašuje božično drevo, prav tako pa se zvečer prirejajo slavnostne večerje v krogu družine. Tudi obdarovanje je po običaju na sveti večer pred božično večerjo ali po njej. Ljudje gredo k polnočnici.
Pripadniki srbske in ruske pravoslavne Cerkve slavijo sveti večer 6. januarja, torej tudi dan pred božičem, ki pri njih pade na 7. januar.